# Джак Глийсън
Джак Глийсън (на латински: Jack Gleeson) е ирландски актьор, номиниран за „Сатурн“ и две награди на „Гилдията на киноактьорите“. Известни филми с негово участие са „Царството на огъня“, „Батман в началото“, „Гъби“ и сериалът „Игра на тронове“.

## Биография
Джак Глийсън е роден на 20 май 1992 г. в Корк, Република Ирландия. Започва да учи драматични изкуства на седемгодишна възраст в школата „Independent Theatre Workshop“. Понастоящем учи в колеж „Тринити“ в Дъблин.

## Кариера
Първата му изява в киното е през 2002 г. в малка роля във филма „Царството на огъня“. От 2002 до 2004 г. има роли в три късометражни филма. През 2005 г. участва във филма на режисьора Кристофър Нолан – „Батман в началото“. През 2007 г. участва във филма „Гъби“ („Shrooms“). През 2010 г. играе главна роля във филма „All Good Children“. В ревюто си на филма списание „Варайъти“ обявява Глийсън за „голямото филмово откритие“.
От 2011 до 2014 г. играе ролята на крал Джофри Баратеон в суперпродукцията на HBO – „Игра на тронове“. Джак казва, че за ролята си на краля-злодей Джофри, е вдъхновен от играта на Хоакин Финикс във филма „Гладиатор“. След края на участието си в сериала, Глийсън заявява, че за момента се оттегля от актьорската професия.

## Филмография
- „Царството на огъня“ (2002)
- „Moving Day“ (късометражен, 2002)
- „Fishtale“ (късометражен, 2003)
- „Tom Waits Made Me Cry“ (късометражен, 2004)
- „Батман в началото“ (2005)
- „Killinaskully“ (сериал, 2006 – 2008)
- „Гъби“ (2007)
- „A Shine of Rainbows“ (2009)
- „All Good Children“ (2010)
- „Игра на тронове“ (сериал, 2011 – 2014)